# Grupo PRISA
Grupo PRISA (Promotora de Informaciones S.A.) is een Spaans mediaconglomeraat, alsook het grootste mediabedrijf voor informatievoorziening op het gebied van actualiteiten, cultuur en educatie in Spanje en Spaanstalig Amerika.

## Geschiedenis
PRISA is opgericht in 1972 door Jesús de Polanco, die de belangrijkste aandeelhouder en algemeen directeur was tot zijn dood in juli 2007. Zijn zoon, Ignacio Polango heeft hem opgevolgd als directeur en is dat tot op heden. De andere oprichter was José Ortega Spottorno, zoon van de filosoof José Ortega y Gasset. Het bedrijf was onderdeel van en speelde een rol in de democratische transitie na de dood van dictator Francisco Franco. Het belangrijkste dagblad van de groep, El País, is sinds de democratische transitie uitgegroeid tot grootste krant van Spanje. 

## Dochterondernemingen
De Grupo PRISA heeft een belang in of volledig bezit van de volgende ondernemingen:
- El País, de grootste krant van Spanje
- As, een sportkrant
- Cinco Días, een economisch dagblad
- El HuffPost, de Spaanse versie van nieuwswebsite The Huffington Post is voor 50% in handen van de Grupo PRISA

Prisa Radio
Prisa Radio is een joint venture met de Grupo Godó, en heeft een aanwezigheid in 13 landen. Belangrijke zenders zijn:
- Cadena SER, is de meest beluisterde algemene radiozender van Spanje
- Los 40, M80 Radio en Cadena Dial zijn Spaanse muziekzenders
- Caracol Radio, een Colombiaanse zender
- Radio Continental, een Argentijnse zender
- XEW-AM, een Mexicaanse zender

Media Capital
Media Capital is een Portugees mediabedrijf dat onder andere bestaat uit de volgende onderdelen:
- TVI, de belangrijkste commerciële televisiezender van Portugal
- Rádio Comercial, een landelijke commerciële radiozender
- Cidade, 10 verschillende lokale radiozenders

Daarnaast geeft de Grupo PRISA een groot aantal tijdschriften uit, waaronder de Spaanse versie van Rolling Stone
Ten slotte is ook de uitgeverij Grupo Santillana een dochteronderneming van de Grupo PRISA.